# Хохлово (Кадуйский район)
Хохлово — рабочий посёлок в Кадуйском районе Вологодской области России. Административный центр городского поселения посёлок Хохлово.
Население — 2094 чел. (2023).

## География
Муниципальное образование расположено в 15 км к востоку от районного центра — рабочего посёлка Кадуй и в 140 км к западу от областного центра. Расстояние до ближайшей железнодорожной станции 2 км, до федеральной трассы Вологда-Новая Ладога 1 км. Граничит на западе с сельским поселением Семизерье Кадуйского района, на севере с сельским поселением Нелазское, на востоке и юге с сельским поселением Судское Череповецкого района.

## История
На начало 2020 года население муниципального образования посёлок Хохлово составляет 2312 человек.
До 19-го века село было частью Череповецкого уезда Новгородской губернии. С 1 августа 1927 г. поселение входит в состав Ленинградской области. Одновременно в 1927 году были упразднены уезды и образован Кадуйский район. 23 сентября 1937 года Кадуйский район был передан вновь Вологодской области.
В 1979 году, в связи с торфяными разработками и строительством предприятия по его переработке, поселок Хохлово стал быстрыми темпами строиться, возведены многоквартирные дома. Он приобрел статус поселка городского типа Кадуйского района Вологодской области.

## Население
| 1989  | 2002  | 2009  | 2010  | 2011  | 2012  | 2013  |
| ----- | ----- | ----- | ----- | ----- | ----- | ----- |
| 2807  | ↘2527 | ↘2497 | ↘2489 | ↗2504 | ↘2483 | ↘2440 |
| 2014  | 2015  | 2016  | 2017  | 2018  | 2019  | 2020  |
| ↘2437 | ↘2413 | ↘2411 | ↘2383 | ↘2346 | ↘2321 | ↘2312 |
| 2021  | 2023  |       |       |       |       |       |
| ↘2120 | ↘2094 |       |       |       |       |       |

## Инфраструктура

### Экономика
В посёлке работают пилорамы, автосервисы, фабрика «Derussa», завод ООО «Кенза-Вуд», магазины, гостиничный комплекс «Елань», включающий в себя кафе.

### Социальные объекты
В административном здании располагается Хохловская амбулатория Кадуйской районной больницы.
Действует центр традиционной народной культуры, ежегодно проводится детский фольклорный фестиваль «Хохловские игрища»
Имеется дом культуры, физкультурно-оздоровительный комплекс, Хохловская средняя школа имени Героя Советского Союза В. П. Лебедева, детский сад «Родничок».

## Транспорт
Автомобильный и железнодорожный транспорт.
Железнодорожная станция Комариха с прилегающим населённым пунктом расположена в 2 км к северо-западу от Хохлово.